# Wesoła Kępa
Wesoła Kępa – część wsi Przezmark w Polsce położona w województwie pomorskim, w powiecie sztumskim, w gminie Stary Dzierzgoń. Wchodzi w skład sołectwa Przezmark.
W latach 1975–1998 Wesoła Kępa administracyjnie należała do województwa elbląskiego.
W roku 1973 jako kolonia Wesoła Kępa należała do powiatu morąskiego, gmina i poczta Stary Dzierzgoń.